# Scutovertex clypeatus
Scutovertex clypeatus är en kvalsterart som först beskrevs av Hercule Nicolet 1855.  Scutovertex clypeatus ingår i släktet Scutovertex och familjen Scutoverticidae. Inga underarter finns listade i Catalogue of Life.